# Definitivum
Definitivum (lateinisch von definitio (Abgrenzung), Definition) bedeutet in der Sprache der Diplomatie eine endgültige Erklärung oder Vertragsbestimmung, oder auch die endgültige Regelung eines Rechtsverhältnisses, im Gegensatz zu einem Provisorium, einer nur vorläufigen Ordnung der Dinge.
In diesem Sinn stellt man auch dem provisorisch zu einem Amt Berufenen den definitiv Angestellten gegenüber.
Dieser Artikel basiert auf einem gemeinfreien Text aus Meyers Konversations-Lexikon, 4. Auflage von 1888 bis 1890.